# Taygetis inconspicua
Taygetis inconspicua är en fjärilsart som beskrevs av Max Wilhelm Karl Draudt 1931. Taygetis inconspicua ingår i släktet Taygetis och familjen praktfjärilar. Inga underarter finns listade i Catalogue of Life.